# Dmitrijewka (rejon zołotuchiński)
Dmitrijewka (ros. Дмитриевка) – wieś (sieło) w Rosji, w obwodzie kurskim, w rejonie zołotuchińskim. W 2010 liczyła 149 mieszkańców.